# Cremorne Gardens

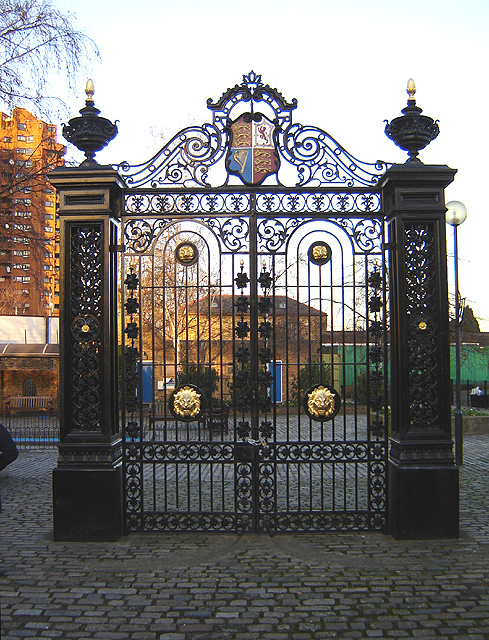
Une des grilles des Cremorne Gardens, seul vestige des jardins.

Les Cremorne Gardens étaient un jardin public le long de la Tamise, dans le quartier de Chelsea (Londres). Ils ont été ouverts au public de 1845 à 1877. À leur fermeture, le quartier s'est étendu et les a remplacés.

## Histoire
Le terrain appartenait à Theophilus Hastings (7e comte de Huntingdon) qui y fit construire un manoir, avec jardin. La propriété fut régulièrement vendue. Ce fut finalement Thomas Dawson, baron Dartrey et Vicomte Cremorne (1725–1813) qui les améliora le plus.
Au décès sans descendance du dernier héritier, les jardins furent vendus en 1831 à un aventurier Charles Random, qui se faisait appeler le Baron de Bérenger. Il y fit construire des installations sportives, le Stadium (une rue proche en garde le nom), pour son National Sporting Club. On y pratiquait le tir, la voile, la natation, le tir à l'arc et l'escrime. Lorsque Random finit par faire faillite, les jardins et les installations furent à nouveau vendus.

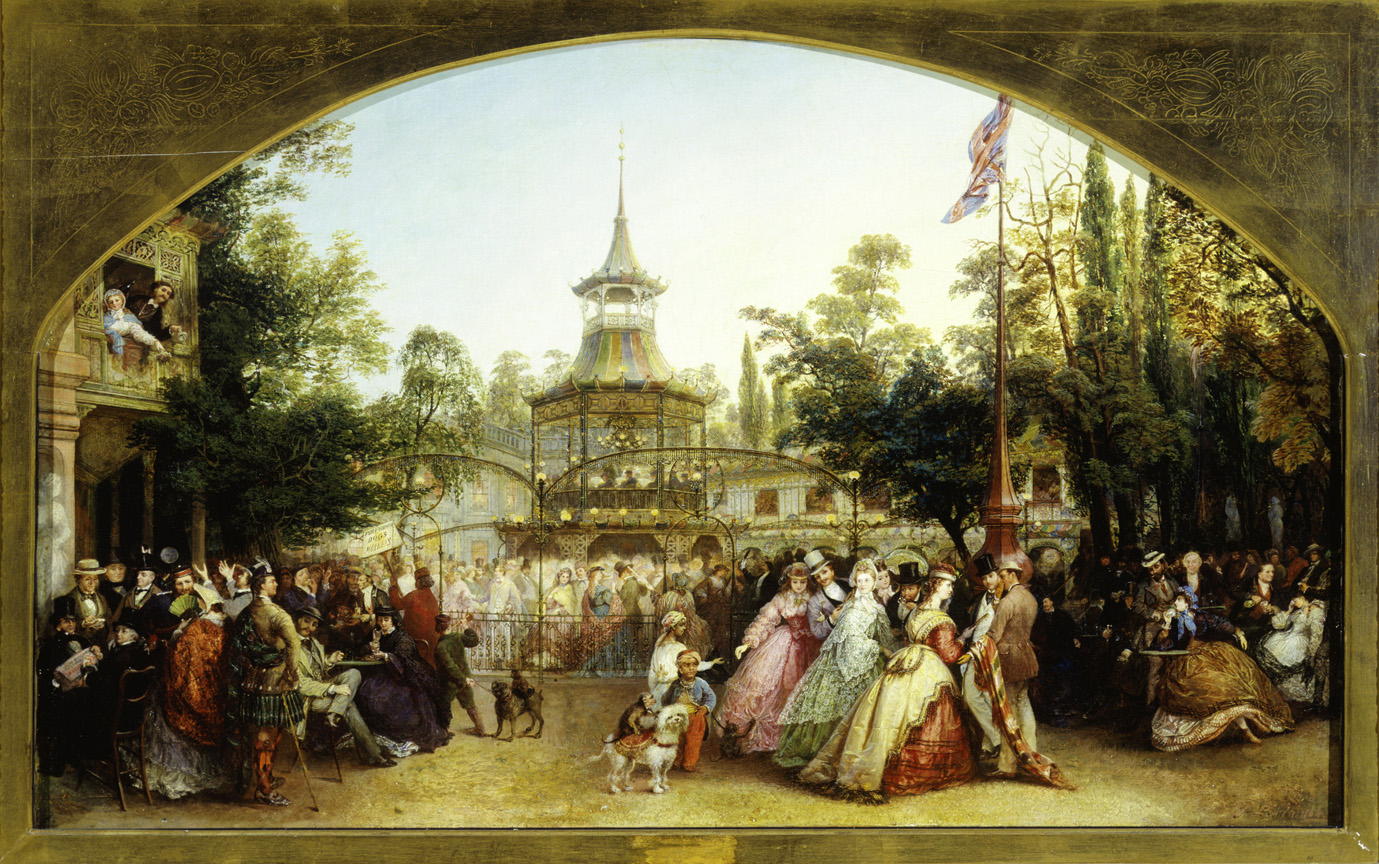
Les Cremorne Gardens à leur apogée en 1864.

Les jardins furent achetés en 1845 par Thomas Bartlett Simpson qui les loua à James Ellis, un confiseur. Il ouvrit un petit parc de loisirs qui proposait concerts, restaurants, feux d'artifice, ascensions en ballons et dancings. Lorsque Ellis fit à son tour faillite, Simpson reprit la gestion du parc en 1850. Celui-ci connut alors son apogée de fréquentation, principalement grâce au ballon captif. Edward Tyrrell Smith (en) qui gérait divers théâtres londoniens en reprit la gestion en 1861. Un spectacle aquatique y était même organisé dans un bassin transparent par Thomas Attwood, un nageur, maître-nageur et organisateur de spectacles aquatiques.
Cependant, si la fréquentation diurne familiale ne posait pas de problème, les visiteurs nocturnes, éméchés d'abord, puis de plus en plus les prostituées, posaient problème aux voisins qui multiplièrent les pétitions pour demander la fermeture des jardins. En 1877, la veuve de Simpson ne demanda pas le renouvellement de la licence d'exploitation du jardin mais entama au contraire une spéculation immobilière, vendant le terrain pour y construire des logements.